# Foyan Qingyuan
Foyan Qingyuan (chiń. 佛眼清遠, pinyin Fóyǎn Qīngyuǎn; kor. 불안청원 Puran Ch'ŏngwŏn; jap. Butsugen Seion; wiet. Phật Nhản Thanh Viễn; ur. 1067, zm. 1120) – chiński mistrz chan z frakcji yangqi szkoły linji. Znany także jako Longmen Qingyuan (龍門清遠).

## Życiorys
Shigui pochodził z miasta Linqiong w pobliżu współczesnego Chengdu w prowincji Syczuan.
W wieku 14 lat opuścił dom rodzinny i wstąpił do zakonu. Praktykę buddyjską rozpoczął od studiowania buddyjskich tekstów, w tym Winai. Przestrzegał także reguł Winai. Podczas czytania Sutry Lotosu natrafił na fragment
Jest to Dharma, która nie może być postrzeżona dzięki myśleniu, że może być osiągnięta.
Zapytał o wyjaśnienie swojego mistrza winai, ale nie otrzymał odpowiedzi. Foyan zrozumiał, że doktrynalne studia nie rozwiążą wielkiej sprawy życia i śmierci.
Odszedł z klasztoru i udał się w podróż na południe. Rozpoczął praktykę chanu u mistrza chan Taipinga Yana w Shuzhou.
Pewnego dnia, gdy żebrał o jedzenie na ulicach Luzhou w czasie burzy, poślizgnął się i upadł na ziemię. Gdy leżał w błocie usłyszał spór dwóch mężczyzn. Jeden z nich powiedział Wsiąż siebie brudzisz! Po tych słowach Foyan osiągnął głęboki wgląd. Powrócił do klasztoru z pytaniami do mistrza Yana, ale mistrz powiedział Nie jestem tobą. Możesz to zrobić sam.
Zwiększyło to zwątpienie Foyana, udał się więc do głównego mnicha Yuana Li i spróbował zadać mu pytanie. Yuan Li jednak złapał go za ucho i ciągnąc go wokół pieca, mówił Ty już rozumiesz!. Foyan zaprzeczył Chciałem abyś mi pomógł, a ty pogrywasz ze mną! Yuan Li powiedział Później będziesz oświecony, a wtedy będziesz wiedział, dlaczego dzisiejsza pieśń wygięła twoje uszy.
W jakiś czas później został uczniem mistrza Wuzu Fayana. Obok Yuanwu Keqina i Fojiana Huiqina należał to trzech najwybitniejszych uczniów tego mistrza, nazywanych „trzema buddami”.
Po otrzymaniu od mistrza przekazu Dharmy stał się znakomitym nauczycielem chanu szkoły linji. Nauczał w takich klasztorach jak Tianning (obok miasta Tianning w powiecie Jiangdu w prow. Jiangsu) i Baochan na górze Longmen.
Pewnego dnia 1120 r. Foyan skończył posiłek, następnie usiadł w pozycji medytacyjnej i zwrócił się do uczniów Wszyscy wielcy starożytni, kiedy mieli opuścić ten świat, tworzli wiersz. Czy mogę zaofiarować światu pożegnanie i po prostu spokojnie odejść?
Po tych słowach złożył dłonie i spokojnie zmarł.

## Linia przekazu Dharmy zen
Pierwsza liczba oznacza liczbę pokoleń od Pierwszego Patriarchy chan w Indiach Mahakaśjapy.
Druga liczba oznacza liczbę pokoleń od Pierwszego Patriarchy chan w Chinach Bodhidharmy.
Trzecia liczba oznacza początek nowej linii przekazu w innym kraju.
- 38/11. Linji Yixuan (zm. 867) szkoła linji
- 39/12. Xinghua Cunjiang (830–888/925) *także Weifu
- 40/13. Nanyuan Huiyong (860–930) *także Baoying
- 41/14. Fengxue Yanzhao (896–973)
- 42/15. Shoushan Xingnian (926–993) *także Shengnian
- 43/16. Fenyang Shanzhao (947–1024) *także Fenzhou lub Fenxue
- 44/17. Ziming Chuyuan (987–1040) *także Shishuang i Nanyuan
  - 45/18. Huanglong Huinan (1002–1069) frakcja huanglong
  - 45/18. Yangqi Fanghui (992–1049) frakcja yangqi
    - 46/19. Baiyun Shouduan (1025–1079)
      - 47/20. Wuzu Fayan (1024–1104)
        - 48/21. Yuanwu Keqin (1063–1135)
        - 48/21. Fojian Huiqin (1059–1117)
        - 48/21. Foyan Qingyuan (1068–1120)
          - 49/22. Feng Ji (zm. 1152)
          - 49/22. Zhu’an Shigui (1083–1146)
          - 49/22. Gao’an Shanwu (1074–1132)